# Списак насељених места у Француској: N
| A \| B \| C \| D \| E \| F \| G \| H \| I \| J \| K \| L \| M \| N \| O \| P \| Q \| R \| S \| T \| U \| V \| W \| X \| Y \| Z \| É |

- Nabas
- Nabinaud
- Nabirat
- Nabringhen
- Nachamps
- Nadaillac
- Nadaillac-de-Rouge
- Nades
- Nadillac
- Nagel-Séez-Mesnil
- Nages
- Nages-et-Solorgues
- Nahuja
- Nailhac
- Naillat
- Nailloux
- Nailly
- Naintré
- Nainville-les-Roches
- Naisey-les-Granges
- Naives-Rosières
- Naives-en-Blois
- Naix-aux-Forges
- Naizin
- Najac
- Nalliers (Vienne)
- Nalliers (Wandea)
- Nalzen
- Nambsheim
- Nampcel
- Nampcelles-la-Cour
- Nampont
- Namps-Maisnil
- Nampteuil-sous-Muret
- Nampty
- Nan-sous-Thil
- Nanc-lès-Saint-Amour
- Nance
- Nances
- Nanclars
- Nancras
- Nancray-sur-Rimarde
- Nancuise
- Nancy-sur-Cluses
- Nandax
- Nandy
- Nangeville
- Nangis
- Nangy
- Nannay
- Nans (Doubs)
- Nans (Jura)
- Nans-les-Pins
- Nans-sous-Sainte-Anne
- Nant
- Nant-le-Grand
- Nant-le-Petit
- Nanteau-sur-Essonne
- Nanteau-sur-Lunain
- Nanterre
- Nantes
- Nantes-en-Ratier
- Nanteuil
- Nanteuil-Auriac-de-Bourzac
- Nanteuil-Notre-Dame
- Nanteuil-en-Vallée
- Nanteuil-la-Forêt
- Nanteuil-la-Fosse
- Nanteuil-le-Haudouin
- Nanteuil-lès-Meaux
- Nanteuil-sur-Aisne
- Nanteuil-sur-Marne
- Nantey
- Nantheuil
- Nanthiat
- Nantiat
- Nantillois
- Nantilly
- Nantillé
- Nantoin
- Nantois
- Nanton
- Nantouillet
- Nantoux
- Nantua
- Nançay
- Nançois-le-Grand
- Nançois-sur-Ornain
- Narbief
- Narbonne
- Narbéfontaine
- Narcastet
- Narcy (Haute-Marne)
- Narcy (Nièvre)
- Nargis
- Narnhac
- Narp
- Narrosse
- Nasbinals
- Nassandres
- Nassiet
- Nassigny
- Nastringues
- Nattages
- Natzwiller
- Naucelle
- Naucelles
- Naujac-sur-Mer
- Naujan-et-Postiac
- Nauroy
- Naussac (Aveyron)
- Naussac (Lozère)
- Naussannes
- Nauvay
- Nauviale
- Navacelles
- Navailles-Angos
- Navarrenx
- Naveil
- Navenne
- Naves (Allier)
- Naves (Corrèze)
- Naves (Nord)
- Navilly
- Navès
- Nay
- Nay-Bourdettes
- Nayemont-les-Fosses
- Nayrac
- Nazelles-Négron
- Neau
- Neaufles-Auvergny
- Neaufles-Saint-Martin
- Neauphe-sous-Essai
- Neauphe-sur-Dive
- Neauphle-le-Château
- Neauphle-le-Vieux
- Neauphlette
- Neaux
- Nedde
- Neewiller-près-Lauterbourg
- Neffes
- Neffiès
- Nelling
- Nemours
- Nempont-Saint-Firmin
- Nepvant
- Nerbis
- Nercillac
- Nernier
- Ners
- Nersac
- Nervieux
- Nerville-la-Forêt
- Neschers
- Nescus
- Nesle
- Nesle-Hodeng
- Nesle-Normandeuse
- Nesle-et-Massoult
- Nesle-l'Hôpital
- Nesle-la-Reposte
- Nesle-le-Repons
- Nesles
- Nesles-la-Montagne
- Nesles-la-Vallée
- Neslette
- Nesmy
- Nesploy
- Nespouls
- Nessa (Francja)
- Nestier
- Nettancourt
- Neublans-Abergement
- Neubois
- Neuchâtel-Urtière
- Neuf-Berquin
- Neuf-Brisach
- Neuf-Église
- Neuf-Marché
- Neuf-Mesnil
- Neufbosc
- Neufbourg
- Neufchef
- Neufchelles
- Neufchâteau
- Neufchâtel-Hardelot
- Neufchâtel-en-Bray
- Neufchâtel-en-Saosnois
- Neufchâtel-sur-Aisne
- Neuffons
- Neuffontaines
- Neufgrange
- Neuflieux
- Neuflize
- Neufmaison
- Neufmaisons
- Neufmanil
- Neufmesnil
- Neufmoulin
- Neufmoulins
- Neufmoutiers-en-Brie
- Neufvillage
- Neufvy-sur-Aronde
- Neugartheim-Ittlenheim
- Neuhaeusel
- Neuil
- Neuilh
- Neuillac
- Neuillay-les-Bois
- Neuilly (Eure)
- Neuilly (Nièvre)
- Neuilly (Yonne)
- Neuilly-Plaisance
- Neuilly-Saint-Front
- Neuilly-en-Donjon
- Neuilly-en-Dun
- Neuilly-en-Sancerre
- Neuilly-en-Thelle
- Neuilly-en-Vexin
- Neuilly-l'Evêque
- Neuilly-l'Hôpital
- Neuilly-la-Forêt
- Neuilly-le-Bisson
- Neuilly-le-Brignon
- Neuilly-le-Dien
- Neuilly-le-Réal
- Neuilly-le-Vendin
- Neuilly-lès-Dijon
- Neuilly-sous-Clermont
- Neuilly-sur-Eure
- Neuilly-sur-Marne
- Neuilly-sur-Seine
- Neuilly-sur-Suize
- Neuillé
- Neuillé-Pont-Pierre
- Neuillé-le-Lierre
- Neulette
- Neulise
- Neulles
- Neulliac
- Neung-sur-Beuvron
- Neunkirchen-lès-Bouzonville
- Neure
- Neurey-en-Vaux
- Neurey-lès-la-Demie
- Neussargues-Moissac
- Neuve-Chapelle
- Neuve-Maison
- Neuve-Église
- Neuvecelle
- Neuvelle-lès-Cromary
- Neuvelle-lès-Lure
- Neuvelle-lès-Scey
- Neuvelle-lès-Voisey
- Neuvelle-lès-la-Charité
- Neuves-Maisons
- Neuveville-devant-Lépanges
- Neuveville-sous-Châtenois
- Neuveville-sous-Montfort
- Neuvic (Corrèze)
- Neuvic (Dordogne)
- Neuvic-Entier
- Neuvicq
- Neuvicq-le-Château
- Neuvillalais
- Neuville (Corrèze)
- Neuville (Nord)
- Neuville (Puy-de-Dôme)
- Neuville-Bosc
- Neuville-Bosmont
- Neuville-Bourjonval
- Neuville-Chant-d'Oisel
- Neuville-Coppegueule
- Neuville-Day
- Neuville-Ferrières
- Neuville-Garnier
- Neuville-Housset
- Neuville-Saint-Amand
- Neuville-Saint-Pierre
- Neuville-Saint-Rémy
- Neuville-Saint-Vaast
- Neuville-Sire-Bernard
- Neuville-Vault
- Neuville-Vitasse
- Neuville-au-Bois
- Neuville-au-Cornet
- Neuville-au-Plain
- Neuville-au-Pont
- Neuville-aux-Bois (Loiret)
- Neuville-aux-Bois (Marne)
- Neuville-aux-Joûtes
- Neuville-aux-Larris
- Neuville-d'Aumont
- Neuville-de-Poitou
- Neuville-du-Bosc
- Neuville-en-Avesnois
- Neuville-en-Beaumont
- Neuville-en-Beine
- Neuville-en-Ferrain
- Neuville-en-Hez
- Neuville-en-Tourne-à-Fuy
- Neuville-en-Verdunois
- Neuville-les-Dames
- Neuville-lez-Beaulieu
- Neuville-lès-Bray
- Neuville-lès-Decize
- Neuville-lès-Dorengt
- Neuville-lès-Loeuilly
- Neuville-lès-This
- Neuville-lès-Vaucouleurs
- Neuville-lès-Wasigny
- Neuville-près-Sées
- Neuville-sous-Montreuil
- Neuville-sur-Ailette
- Neuville-sur-Ain
- Neuville-sur-Authou
- Neuville-sur-Brenne
- Neuville-sur-Escaut
- Neuville-sur-Essonne
- Neuville-sur-Margival
- Neuville-sur-Oise
- Neuville-sur-Ornain
- Neuville-sur-Oudeuil
- Neuville-sur-Ressons
- Neuville-sur-Sarthe
- Neuville-sur-Saône
- Neuville-sur-Seine
- Neuville-sur-Touques
- Neuville-sur-Vannes
- Neuville-à-Maire
- Neuviller-la-Roche
- Neuviller-lès-Badonviller
- Neuviller-sur-Moselle
- Neuvillers-sur-Fave
- Neuvillette (Aisne)
- Neuvillette (Somme)
- Neuvillette-en-Charnie
- Neuvilley
- Neuvilly
- Neuvilly-en-Argonne
- Neuvireuil
- Neuvizy
- Neuvy (Allier)
- Neuvy (Loir-et-Cher)
- Neuvy (Marne)
- Neuvy-Bouin
- Neuvy-Deux-Clochers
- Neuvy-Grandchamp
- Neuvy-Pailloux
- Neuvy-Saint-Sépulchre
- Neuvy-Sautour
- Neuvy-au-Houlme
- Neuvy-en-Beauce
- Neuvy-en-Champagne
- Neuvy-en-Dunois
- Neuvy-en-Mauges
- Neuvy-en-Sullias
- Neuvy-le-Barrois
- Neuvy-le-Roi
- Neuvy-sur-Barangeon
- Neuvy-sur-Loire
- Neuvéglise
- Neuwiller
- Neuwiller-lès-Saverne
- Nevers
- Nevoy
- Nevy-lès-Dole
- Nevy-sur-Seille
- Nexon
- Ney
- Neydens
- Neyrolles
- Neyron
- Niafles
- Niaux
- Nibas
- Nibelle
- Nibles
- Nicey
- Nicey-sur-Aire
- Nicole (Lot-et-Garonne)
- Nicorps
- Niderhoff
- Niderviller
- Niederbronn-les-Bains
- Niederbruck
- Niederentzen
- Niederhaslach
- Niederhausbergen
- Niederhergheim
- Niederlauterbach
- Niedermodern
- Niedermorschwihr
- Niedernai
- Niederrœdern
- Niederschaeffolsheim
- Niedersoultzbach
- Niedersteinbach
- Niederstinzel
- Niedervisse
- Nielles-lès-Ardres
- Nielles-lès-Bléquin
- Nielles-lès-Calais
- Nieppe
- Niergnies
- Nieudan
- Nieuil
- Nieuil-l'Espoir
- Nieul
- Nieul-le-Dolent
- Nieul-le-Virouil
- Nieul-lès-Stes
- Nieul-sur-Mer
- Nieul-sur-l'Autise
- Nieulle-sur-Seudre
- Nieurlet
- Niffer
- Niherne
- Nijon
- Nilvange
- Ninville
- Niort
- Niort-de-Sault
- Niozelles
- Nissan-lez-Enserune
- Nistos
- Nitry
- Nitting
- Nivelle
- Nivillac
- Nivillers
- Nivolas-Vermelle
- Nivollet-Montgriffon
- Nixéville-Blercourt
- Nizan-Gesse
- Nizas (Gers)
- Nizas (Hérault)
- Nizerolles
- Nizy-le-Comte
- Niévroz
- Noailhac (Aveyron)
- Noailhac (Corrèze)
- Noailhac (Tarn)
- Noaillac
- Noaillan
- Noailles (Corrèze)
- Noailles (Oise)
- Noailles (Tarn)
- Noailly
- Noalhac
- Noalhat
- Noards
- Nocario
- Noceta
- Nochize
- Nocle-Maulaix
- Nocé
- Nod-sur-Seine
- Nods
- Noeux-les-Mines
- Noeux-lès-Auxi
- Nogaret
- Nogaro
- Nogent
- Nogent-en-Othe
- Nogent-l'Abbesse
- Nogent-l'Artaud
- Nogent-le-Bernard
- Nogent-le-Phaye
- Nogent-le-Roi
- Nogent-le-Rotrou
- Nogent-le-Sec
- Nogent-lès-Montbard
- Nogent-sur-Aube
- Nogent-sur-Eure
- Nogent-sur-Loir
- Nogent-sur-Marne
- Nogent-sur-Oise
- Nogent-sur-Seine
- Nogent-sur-Vernisson
- Nogentel
- Nogna
- Noguères
- Nohanent
- Nohant-Vic
- Nohant-en-Goût
- Nohant-en-Graçay
- Nohic
- Nohèdes
- Noidan
- Noidans-le-Ferroux
- Noidans-lès-Vesoul
- Noidant-le-Rocheux
- Noilhan
- Nointel (Oise)
- Nointel (Val-d'Oise)
- Nointot
- Noircourt
- Noirefontaine
- Noirlieu
- Noirmoutier-en-l'Ile
- Noiron
- Noiron-sous-Gevrey
- Noiron-sur-Bèze
- Noiron-sur-Seine
- Noironte
- Noirval
- Noirémont
- Noirétable
- Noiseau
- Noisiel
- Noisseville
- Noisy-Rudignon
- Noisy-le-Grand
- Noisy-le-Roi
- Noisy-le-Sec
- Noisy-sur-École
- Noisy-sur-Oise
- Noizay
- Nojals-et-Clotte
- Nojeon-en-Vexin
- Nolay (Côte-d'Or)
- Nolay (Nièvre)
- Nollieux
- Nolléval
- Nomain
- Nomdieu
- Nomeny
- Nomexy
- Nommay
- Nompatelize
- Nomécourt
- Nonac
- Nonancourt
- Nonant
- Nonant-le-Pin
- Nonards
- Nonaville
- Noncourt-sur-le-Rongeant
- Nonette
- Nonglard
- Nonhigny
- Nonières
- Nonsard-Lamarche
- Nontron
- Nonville (Seine-et-Marne)
- Nonville (Vosges)
- Nonvilliers-Grandhoux
- Nonza
- Nonzeville
- Noordpeene
- Nordausques
- Nordheim
- Nordhouse
- Noreuil
- Norges-la-Ville
- Normandel
- Normanville (Eure)
- Normanville (Seine-Maritime)
- Normier
- Norolles
- Noron-l'Abbaye
- Noron-la-Poterie
- Noroy
- Noroy-le-Bourg
- Noroy-sur-Ourcq
- Norrent-Fontes
- Norrey-en-Auge
- Norrois
- Norroy
- Norroy-le-Sec
- Norroy-le-Veneur
- Norroy-lès-Pont-à-Mousson
- Nort-Leulinghem
- Nort-sur-Erdre
- Nortkerque
- Norville (Essonne)
- Norville (Seine-Maritime)
- Nossage-et-Bénévent
- Nossoncourt
- Nostang
- Noth
- Nothalten
- Notre-Dame-d'Aliermont
- Notre-Dame-d'Allençon
- Notre-Dame-d'Elle
- Notre-Dame-d'Epine
- Notre-Dame-d'Estrées
- Notre-Dame-d'Oé
- Notre-Dame-de-Bellecombe
- Notre-Dame-de-Bliquetuit
- Notre-Dame-de-Boisset
- Notre-Dame-de-Bondeville
- Notre-Dame-de-Cenilly
- Notre-Dame-de-Commiers
- Notre-Dame-de-Courson
- Notre-Dame-de-Gravenchon
- Notre-Dame-de-Livaye
- Notre-Dame-de-Livoye
- Notre-Dame-de-Londres
- Notre-Dame-de-Monts
- Notre-Dame-de-Mésage
- Notre-Dame-de-Riez
- Notre-Dame-de-Sanilhac
- Notre-Dame-de-Vaux
- Notre-Dame-de-l'Isle
- Notre-Dame-de-l'Osier
- Notre-Dame-de-la-Rouvière
- Notre-Dame-des-Landes
- Notre-Dame-des-Millières
- Notre-Dame-du-Bec
- Notre-Dame-du-Cruet
- Notre-Dame-du-Hamel
- Notre-Dame-du-Parc
- Notre-Dame-du-Pré
- Notre-Dame-du-Pé
- Notre-Dame-du-Rocher
- Notre-Dame-du-Touchet
- Nottonville
- Nouaille
- Nouaillé-Maupertuis
- Nouainville
- Nouan-le-Fuzelier
- Nouans
- Nouans-les-Fontaines
- Nouart
- Noue
- Noueilles
- Nougaroulet
- Nouhant
- Nouic
- Nouilhan
- Nouillers
- Nouillonpont
- Nouilly
- Noulens
- Nourard-le-Franc
- Nourray
- Nousse
- Nousseviller-Saint-Nabor
- Nousseviller-lès-Bitche
- Nousty
- Nouvelle-Église
- Nouvion
- Nouvion-en-Thiérache
- Nouvion-et-Catillon
- Nouvion-le-Comte
- Nouvion-le-Vineux
- Nouvion-sur-Meuse
- Nouvoitou
- Nouvron-Vingré
- Nouzerines
- Nouzerolles
- Nouziers
- Nouzilly
- Nouzonville
- Nouâtre
- Novacelles
- Novalaise
- Novale
- Novel
- Novella
- Noves
- Noviant-aux-Prés
- Novillard
- Novillars
- Novillers
- Novion-Porcien
- Novy-Chevrières
- Novéant-sur-Moselle
- Noyal
- Noyal-Châtillon-sur-Seiche
- Noyal-Muzillac
- Noyal-Pontivy
- Noyal-sous-Bazouges
- Noyal-sur-Brutz
- Noyal-sur-Vilaine
- Noyales
- Noyalo
- Noyant
- Noyant-d'Allier
- Noyant-de-Touraine
- Noyant-et-Aconin
- Noyant-la-Gravoyère
- Noyant-la-Plaine
- Noyarey
- Noyelle-Vion
- Noyelles-Godault
- Noyelles-en-Chaussée
- Noyelles-lès-Humières
- Noyelles-lès-Seclin
- Noyelles-lès-Vermelles
- Noyelles-sous-Bellonne
- Noyelles-sous-Lens
- Noyelles-sur-Escaut
- Noyelles-sur-Mer
- Noyelles-sur-Sambre
- Noyelles-sur-Selle
- Noyellette
- Noyen-sur-Sarthe
- Noyen-sur-Seine
- Noyer (Cher)
- Noyer (Hautes-Alpes)
- Noyer (Savoie)
- Noyers (Eure)
- Noyers (Haute-Marne)
- Noyers (Loiret)
- Noyers (Yonne)
- Noyers-Auzécourt
- Noyers-Bocage
- Noyers-Pont-Maugis
- Noyers-Saint-Martin
- Noyers-sur-Cher
- Noyers-sur-Jabron
- Noyon
- Nozay (Aube)
- Nozay (Essonne)
- Nozay (Loire-Atlantique)
- Nozeroy
- Nozières (Ardèche)
- Nozières (Cher)
- Noé (Haute-Garonne)
- Noé (Yonne)
- Noë-les-Mallets
- Noël-Cerneux
- Noëllet
- Noës
- Nuaillé
- Nuaillé-d'Aunis
- Nuaillé-sur-Boutonne
- Nuars
- Nubécourt
- Nucourt
- Nueil-sous-Faye
- Nueil-sur-Argent
- Nueil-sur-Layon
- Nuelles
- Nuillé-le-Jalais
- Nuillé-sur-Vicoin
- Nuisement-sur-Coole
- Nuits
- Nuits-Saint-Georges
- Nullemont
- Nully-Trémilly
- Nuncq-Hautecôte
- Nuret-le-Ferron
- Nurieux-Volognat
- Nurlu
- Nuzéjouls
- Nyer
- Nyoiseau
- Nyons
- Nâves-Parmelan
- Nègrepelisse
- Néac
- Néant-sur-Yvel
- Nébian
- Nébias
- Nébing
- Nébouzat
- Nécy
- Nédon
- Nédonchel
- Néfiach
- Négreville
- Négrondes
- Néhou
- Nénigan
- Néons-sur-Creuse
- Néoules
- Néoux
- Nérac
- Néret
- Nérigean
- Nérignac
- Néris-les-Bains
- Néron
- Néronde
- Néronde-sur-Dore
- Nérondes
- Néry
- Néré
- Névache
- Névez
- Névian
- Néville
- Néville-sur-Mer
- Nézel
- Nézignan-l'Evêque

| A \| B \| C \| D \| E \| F \| G \| H \| I \| J \| K \| L \| M \| N \| O \| P \| Q \| R \| S \| T \| U \| V \| W \| X \| Y \| Z \| É |